# Злинка залозиста
Злинка залозиста (Erigeron atticus) — вид квіткових рослин з родини айстрових (Asteraceae).

## Біоморфологічна характеристика
Це багаторічна рослина 20–60 см, залозисто-волосиста. Кореневище коротке. Стебла прямовисні, вгорі розгалужені. Листки напівстеблоохопні, цілокраї, широко-ланцетні чи видовжено-яйцеподібні. Окладень (англ. involucre) з часто пурпуровими листочками, особливо вгорі. Квіткових голів 2–12, у діаметрі 2–3 см. Променеві квіточки від рожевого до пурпурного забарвлення, трубчасті — жовті. Також присутні нитяні (чи тонко-трубчасті) квіточки. Сім'янки 2–3 мм, папус 5–6 мм. Період цвітіння: липень і серпень. 2n=18. Цвіте наприкінці липня — на початку серпня, плодоносить у серпні–вересні. Розмножується насінням.

## Поширення
Вид росте в Європі (Австрія, Андорра, Бельгія, Болгарія, Словаччина, Франція, Німеччина, Греція, Італія, Польща, Румунія, Іспанія, Швейцарія, Боснія та Герцеговина, Македонія, Чорногорія) й Туреччині.
В Україні вид відомий з єдиного оселища в Українських Карпатах на г. Данцир у Чорногорі. У ЧКУ має статус «зникаючий».